# カナディアン郡 (オクラホマ州)
カナディアン郡（Canadian County）は、アメリカ合衆国オクラホマ州の郡である。人口は15万4405人（2020年）。郡庁所在地はエルリノである。カナディアン郡はオクラホマシティ都市圏の一部である。

## 地理

オクラホマ州内の位置

アメリカ合衆国国勢調査局によると、この郡は総面積2,344 km2 (905 mi2) である。このうち2,330 km2 (900 mi2) が陸地で14 km2 (5 mi2) が水面である。総面積の0.60%が水面となっている。

### 隣接する郡
- キングフィッシャー郡  (北)
- オクラホマ郡  (東)
- クリーブランド郡  (南東)
- グレイディ郡  (南)
- カドー郡  (南西)
- ブレイン郡  (北西)

## 人口動勢
2000年国勢調査で、この郡は人口87,697人、31,484世帯、及び24,431家族が暮らしている。人口密度は38/km2 (98/mi2) である。15/km2 (38/mi2) の平均的な密度に33,969軒の住宅が建っている。この郡の人種的な構成は白人87.01%、アフリカン・アメリカン2.16%、先住民4.27%、アジア2.45%、太平洋諸島系0.05%、その他の人種1.35%、及び混血2.72%である。ここの人口の3.86%はヒスパニックまたはラテン系である。
この郡内の住民は28.00%が18歳未満の未成年、18歳以上24歳以下が8.20%、25歳以上44歳以下が30.70%、45歳以上64歳以下が23.50%、及び65歳以上が9.50%にわたっている。中央値年齢は35歳である。女性100人ごとに対して男性は99.40人である。18歳以上の女性100人ごとに対して男性は97.70人である。
この郡内の世帯ごとの平均的な収入は45,439米ドルであり、家族ごとの平均的な収入は51,180米ドルである。男性は35,944米ドルに対して女性は24,631米ドルの平均的な収入がある。この郡の一人当たりの収入 (per capita income) は19,691米ドルである。人口の7.90%及び家族の5.80%は貧困線以下である。全人口のうち18歳未満の9.70%及び65歳以上の7.20%は貧困線以下の生活を送っている。

## 都市及び町
- エルリノ（郡庁所在地）
- ムスタング
- ピードモント
- ユニオンシティ
- ユーコン
- Calumet
- Okarche
- オクラホマシティ
  - オクラホマシティはオクラホマ郡にあるが、市域の一部がカナディアン郡に入っている。

## NRHP 遺跡
カナディアン郡内の以下の遺跡はw:National Register of Historic Placesの名簿に記載されている：
| - Avant's Cities Service Station、エルリノ - Bridgeport Hill Service Station、Geary - Bridgeport Hill--Hydro OK 66 Segment、Hydro - カナディアン郡刑務所、エルリノ - w:Carnegie Library、エルリノ - Czech Hall、ユーコン - Darlington Agency Site、エルリノ - エルリノ高等学校、エルリノ - エルリノホテル、エルリノ - El Reno Municipal Swimming Pool Bath House、エルリノ - フォートリノ、エルリノ | - William I. and Magdalen M. Goff House、エルリノ - Jackson Conoco Service Station、エルリノ - Mennoville Mennonite Church、エルリノ - Mulvey Mercantile、ユーコン - Red Cross Canteen、エルリノ - Richardson Building、ユニオンシティ - Rock Island Depot、エルリノ - サザンホテル、エルリノ - West Point Christian Church、ユーコン - ユーコン公立図書館、ユーコン |